# James Friedrich Wilhelm von Baertling
James Friedrich Wilhelm Ritter von Baertling, avstrijski general, * 6. maj 1817, † 24. junij 1895.

## Življenjepis
Med avstrijsko-prusko vojno je bil poveljnik 8. kirasirskega polka, ki je bila v sestavi 3. rezervne konjeniške divizije.

## Pregled vojaške kariere
Napredovanja
- generalmajor: 9. avgust 1866